# Grupo Megapuesta
Megapuesta es una agrupación musical chilena de estilo tropical, considerada como una de las agrupaciones revelación en la música tropical de Chile conformada el año 2010 

## Historia

### Comienzos y primer disco
La primera presentación bajo este nombre se efectuó en la ciudad de Vallenar en la Región de Atacama, Como agrupación naciente "Megapuesta" comienza presentándose en escenarios menores como celebraciones privadas y eventos a beneficio. 
De inmediato comienzan a preparar su disco debut, que sería una realidad hacia finales de 2010 titulado "Borrón y Cumbia Nueva", esta producción contó con temas promocionales como "Dámelo", "Pégate" y "Aún Estás" entre otros compuestos por Jhonny Bartolo y Gonzálo Farfán, este último también dejaría la banda para formar un proyecto nuevo con su hermano Pablo, quienes formarían el dúo "La 29". Mientras que Bartolo comenzaría a ser parte de las bandas de Américo y Leo Rey, teniendo una participación menor en Megapuesta.

### Segunda producción y comienzo del éxito radial (2011-2013)
Hacia el año 2011, Megapuesta comienza giras promocionales, siendo la ciudad de Antofagasta la más visitada. Las Radios regionales comienzan a cumplir un rol importante ya que diariamente programaban las canciones de la primera producción, así como también en la Radio Corazón que promocionaba las canciones a nivel nacional.
En el año 2012, lanzan su segunda producción titulada "Lo Mejor de la Cumbia", bajo el extinto sello Feria Music. Destacaron éxitos como "Quédate Aquí", "Piel Morena" y "Resígnate a Perder". Comienzan a ser invitados a programas de televisión y a ser considerados por la crítica como el grupo Revelación de la música tropical en Chile. Por esos días Américo ya estaba en la internacionalización de su carrera, mientras que otras agrupaciones exitosas de entonces como La Noche ya iban en decadencia tras la renuncia, reintegración y nueva renuncia de su vocalista Leo Rey.  
En el 2013 . En julio Megapuesta fue invitado por primera vez para el principal festival de la música tropical en Chile, "La Gran Noche de la Corazón" precisamente organizada por Radio Corazón, siendo una de las bandas más aplaudidas a pesar de que su tiempo de presentación no superó los 20 minutos, hecho que generó críticas hacia la radio por el público.

### Consolidación (2014-2017)
En el 2014 lanzan su tercer disco titulado "Se juntaron las Estrellas", con éxitos como "Me Engañaste", "Me La Pagarás" y "Comparame". Este último trabajo de Megapuesta fue considerado uno de los mejores del año en su estilo, fue nominado como mejor disco tropical en los premios Altazor y también ganando disco de oro y platino por vender más de 7500 copias.
En julio de 2015 lanzan su cuarta producción titulada De Chile Pa'l Mundo donde destacan temas como "Te deseo", "Ahora lloras" y "Te amo", esta última junto al cantante argentino Daniel Agostini, quien invitó a la agrupación a una presentación al teatro Gran Rex de Buenos Aires Argentina siendo el primer grupo de esta categoría en pisar este gran escenario y como broche de oro el grupo se presenta en la Pampilla de Coquimbo siendo considerada la fiesta más grande Chile.
En el 2016 cabe destacar que la agrupación pisó grandes escenarios tales como Teatro Caupolicán, Movistar Arena, Teatro Teletón, Gran Rex de Argentina, tercera versión del Festival de Tierra Amarilla, Festival de la Serena 2016, Festival de Antofagasta 2016 y en el cierre de Teletón 2016 en el Estadio Nacional de Chile.
En el 2017 la agrupación lanza al mercado su quinta producción llamada "Nada Nos Detiene" el que se han desprendido varios sencillos que por lo demás ya son éxitos radiales, “Fallaste tu”, “Tienes Miedo","Conveniencia y no amor" que fue hecho con el cantante chileno Santos Chavez, “Lo mejor Es Que Te Vayas”, este último en conjunto con el Grupo Potencia de Argentina.
Ya se está trabajando para la internacionalización de la carrera de la agrupación principalmente en México; se hicieron tres feat con la banda Pequeños Musical que ya están dando qué hablar.
Sus consecutivos éxitos radiales los han llevado a ser considerados como el grupo Revelación de los últimos años, lo que los ha llevado a ser invitados frecuentemente a diferentes festivales y canales de televisión.
Retiro de Erick Berrios (2018)
El día 25 de enero del 2018, Erick, subió un comunicado a su cuenta de Instagram indicando que por proyectos personales, se desliga de la banda. Esto deja cerrado un ciclo de  casi 8 años con Erick como uno de los cabeza del grupo, aunque anuncia que terminará la gira  "Nada nos detiene 2018", que concluye en febrero del mismo año.
Nuevo vocalista (2018)
En marzo de 2018, acaban de finalizar una extensa gira recorriendo el país y llegan a Santiago para presentarse por primera vez en el año junto a su nuevo vocalista, AQYAN, quien en pocas semanas ya se ha ido consolidando dentro de la movida tropical chilena. Rápidamente lanzan su primer sencillo con la nueva voz de AQYAN, titulado "No me Evites"

## Miembros
| Músico/Técnicos        | Instrumentos  | Grupo Anterior          |
| ---------------------- | ------------- | ----------------------- |
| Alexis Vasquez         | Voz principal | Tropical Sound          |
| Patricio Ormeño        | Bongos        | La Vinagre Band         |
| Fernando "Luckas" Lira | Congas        | Noche de Brujas         |
| Christopher Berrios    | Timbales      | -                       |
| Jaime Zamora           | Guitarra      | -                       |
| Juan Díaz              | Teclados      | -                       |
| Marcos González        | Bajo          | Noche de Brujas         |
| John Iturra            | Güiro         | La Combinación Perfecta |
| Ariel Vasquez          | Roadie        |                         |

## Discografía
| Álbumes de Estudio - 2011: Borrón y Cumbia Nueva - 2012: Lo Mejor de la Cumbia - 2014: Se Juntaron Las Estrellas - 2015: De Chile Pa'l Mundo - 2017: Nada Nos Detiene |

### Sencillos
| Año                 | Canción                                                         | Máxima posición     | Álbum                     |
| Año                 | Canción                                                         | CHI                 | Álbum                     |
| Sencillos oficiales | Sencillos oficiales                                             | Sencillos oficiales | Sencillos oficiales       |
| ------------------- | --------------------------------------------------------------- | ------------------- | ------------------------- |
| 2010                | "Extrañándote"                                                  | -                   | Borrón y Cumbia Nueva     |
| 2011                | "Dámelo"                                                        | 10                  | Borrón y Cumbia Nueva     |
| 2011                | "Aún Estás"                                                     | 14                  | Borrón y Cumbia Nueva     |
| 2011                | "Pégate"                                                        | -                   | Borrón y Cumbia Nueva     |
| 2012                | "Quedate Aquí"                                                  | 5                   | Lo Mejor de la Cumbia     |
| 2012                | "Piel Morena"                                                   | 18                  | Lo Mejor de la Cumbia     |
| 2012                | "Resígnate a Perder"                                            | 3                   | Lo Mejor de la Cumbia     |
| 2014                | "Me Engañaste"                                                  | 4                   | Se Juntaron Las Estrellas |
| 2014                | "Comparame"                                                     | 2                   | Se Juntaron Las Estrellas |
| 2014                | "Me La Pagarás"                                                 | 6                   | Se Juntaron Las Estrellas |
| 2014                | "Hija de mi Vida"                                               | -                   | Se Juntaron Las Estrellas |
| 2015                | "Ahora Lloras"                                                  | -                   | De Chile Pa'l Mundo       |
| 2015                | "Te Deseo"                                                      | -                   | De Chile Pa'l Mundo       |
| 2015                | "Te Amo"                                                        | 5                   | De Chile Pa'l Mundo       |
| 2017                | "Tienes Miedo" "Lo Mejor es que vayas" "Conveniencia y No Amor" |                     | Nada Nos Detiene          |

### Colaboraciones
| Año  | Canción                                          | Máxima posición | Álbum               |
| Año  | Canción                                          | CHI             | Álbum               |
| ---- | ------------------------------------------------ | --------------- | ------------------- |
| 2013 | "Hija de Mi Vida" (con Daniel Agostini)          | -               | 20-20               |
| 2013 | "Quédate Aquí" (con Código Fher)                 | -               | Código Fher         |
| 2015 | "Te Amo" (con Daniel Agostini)                   | -               | De Chile Pa'l Mundo |
| 2016 | "Aun Estoy en TI" (con kombo con clase)          | -               | Nada Nos Detiene    |
| 2017 | "Conveniencia y No Amor" (con Santos Chávez)     | -               | Nada Nos Detiene    |
| 2017 | "Lo Mejor Es Que Te Vayas" (con Potencia)        | -               | Nada Nos Detiene    |
| 2017 | "yo quiero Amarte Siempre" (con Daniel Agostini) | -               | Nada Nos Detiene    |